# Armand Puig Tàrrech
Armand Puig i Tàrrech (La Selva del Campo, Tarragona, 9 de marzo de 1953) es un sacerdote, exégeta, profesor y escritor católico español, actual presidente de la Agencia de la Santa Sede para la Evaluación y la Promoción de la Calidad de las Universidades y Facultades Eclesiásticas (AVEPRO), desde junio de 2023. 

## Biografía
Armad nació el 9 de marzo de 1953, en el municipio español de La Selva del Campo, Cataluña.
Tras realizar estudios en la Facultad de Teología de Cataluña, obtuvo el bachillerato (1976) y la licenciatura (1978) en Teología, con la tesis «El retorn dels setanta-dos de la missió (Lc 10,17-20)».
Obtuvo la licenciatura en Sagrada Escritura del Pontificio Instituto Bíblico (1980), y el doctorado (1984), en la Comisión Pontificia Bíblica, con la tesis doctoral La parabole des dix vierges (Mt 25,1-13); el presidente del tribunal fue el cardenal Joseph Ratzinger (futuro papa Benedicto XVI).

### Sacerdocio
Fue ordenado diácono en 1980, en la parroquia San Pedro Apóstol de Cambrils. Su ordenación sacerdotal fue el 25 de abril de 1981, en la iglesia parroquial San Andrés Apóstol; incardinándose en la archidiócesis de Tarragona.
- Miembro de la Asociación Bíblica de Cataluña, desde 1980.
- Director musical de la representación de la Asunción de Nuestra Señora Santa María (La Selva del Campo, 1980-2012).
- Párroco de Guimerá, Vallfogona y Ciutadilla (1981-1987).
- Profesor del Instituto de Teología de Barcelona (1981-1989).
- Coordinador de la traducción ecuménica de la Biblia al catalán (1982-1993).
- Profesor en la Escuela de Teología de Seo de Urgel Segarra (Tárrega, 1985-1992).
- Párroco de Lilla y Rojals (1987-1998).
- Profesor en el Centro de Pensamiento Cristiano de Manresa (1989).
- Miembro (desde 1990) y presidente (2011-2012)[1] de la «Studiorum Novi Testamenti Societas».
- Profesor en el Instituto de Teología de Lérida (1993-1994).
- Profesor en el Instituto Católico de Toulouse (1994-1995).
- Miembro de la ponencia segunda del concilio provincial Tarraconense de 1995.
- Docente en el Instituto Superior de Ciencias Religiosas «San Fructuoso» de la archidiócesis de Tarragona, vinculado a la Facultad de Teología de Cataluña, con la responsabilidad de director (1996-2006).
- Director de las publicaciones científicas de la Asociación Bíblica de Cataluña y editor de la colección «Scripta Biblica» (1997-2017).
- Párroco de La Secuita (1998-2005).
- Profesor ordinario (1999) y decano-presidente (2006-2015) de la Facultad de Teología de Cataluña.
- Profesor en la Facultad de Teología Reformada de Cluj y en la Academia Teología Católica de Alba Iulia (1999-2000).
- Párroco de Argilaga (1999-2005).
- Presidente del «Corpus Biblicum Catalanicum», desde 2001.
- Miembro de las Reuniones de Biblistas Ortodoxos y No ortodoxos (2003-2013)

- Administrador parroquial de la Basílica de los Santos Justo y Pastor, en Barcelona (2005).
- Miembro del Consejo asesor de la Revista Catalana de Teología (Barcelona) desde 2006.
- Miembro del Consejo asesor de la revista «Sacra Scripta» (Cluj), desde 2009.
- Miembro del Consejo asesor de la revista «Estudios Bíblicos» (Madrid), desde 2011.
- Miembro de las Reuniones de Biblistas Latinoamericanos, desde 2011.
- Responsable de la organización del Atrio de los gentiles (Barcelona, 2012).
- Miembro de la Real Academia de Doctores de España (2013).[2]
- Responsable del Congreso Internacional de las Grandes Ciudades (Barcelona, 2014).
- Decano de la Facultad Antoni Gaudí de Historia, Arqueología y Artes Cristianas (FHEAG) del Ateneo Universitario San Paciano (2014-2015).
- Miembro del Consejo Asesor Académico de la colección «Novum Testamentum et Orbis Antiquus (NTOA)», desde 2015.
- Miembro del Consejo asesor de la revista «Scriptorium Victoriense», desde 2015.
- Rector del Ateneo Universitario San Paciano de Barcelona (2015-2023).[3]
- Rector del Seminario Mayor Interdiocesano de Cataluña (2020-2023).[4]

Como profesor de Nuevo Testamento en la Facultad de Teología de Cataluña, ha dedicado gran parte de su investigación a los evangelios sinópticos, al Jesús histórico, a la literatura apócrifa neotestamentaria, a las Homilías de Orgaña, a las versiones de la Biblia catalana medievales y a la Basílica de la Sagrada Familia.

#### Santa Sede
El 5 de junio de 2023, el papa Francisco lo nombró presidente de la Agencia de la Santa Sede para la Evaluación y la Promoción de la Calidad de las Universidades y Facultades Eclesiásticas (AVEPRO).

## Publicaciones
Ha escrito fundamentalmente sobre temática exegética (evangelios sinópticos, cartas apostólicas) y histórica (versiones bíblicas catalanas medievales). De las obras publicadas, por un lado destaca Jesús. Un perfil biográfico, ptraducida a siete idiomas. Y por otro, Les Homilies d’Organyà: Estructura i fonts por lo que representa esta obra de finales del siglo XII e inicios del XIII para la literatura y el origen de la lengua catalana. A continuación se ofrece una selección de sus principales obras y artículos:

### Libros
- 1983: La parabole des dix vierges (Mt 25, 1-13). Edición conjunta del Pontificio Instituto Bíblico de Roma (Analecta Bíblica 102) y de la Facultad de Teología de Barcelona (Col·lectània San Paciano XXVIII), Roma, 308 pp. ISBN 88-7653-102-5
- 2001: Les Homilies d'Organyà: Estructura i fonts, Barcelona: Barcino, en Homilies d'Organyà. Edición dirigida por A. J. Soberanas, A. Rossinyol y A. Puig (col. B/20), pp. 137-338. ISBN 978-84-7226-694-0
- 2005: Jesús. Un perfil biogràfic (Perfils 50), Barcelona: Proa, 2004. 671 pp. Seis ediciones. ISBN 84-8437-488-2 Traducciones al español (Destino, ISBN 8423337529 y EDHASA, 2006 ISBN 95-0900-978-4). Traducción al rumano (Meronia, 2006 ISBN 978-97-3783-907-7). Traducción al portugués (Paulus, 2007). Traducción al italiano (San Paolo, 2007 ISBN 88-2156-003-1). Traducción al inglés (Baylor University Press, 2011 ISBN 16-0258-409-5). Traducción al alemán (Ferdinand Schöningh, 2011 ISBN 35-0677-113-2). Traducción al francés (Paris-Perpignan: Desclée de Brouwer 2019 837 pp. ISBN  978-2220073224).
- 2008: Un Jesús desconocido. Claves de lectura del Evangelio gnóstico de Tomás, Barcelona: Ariel, 184 pp. ISBN 84-3445-361-4
- 2008: Els evangelis apòcrifs, dirigida por Armand Puig i Tàrrech (A tot vent 471), vol. I, Barcelona: Proa, 533 pp. ISBN 84-8437-063-1(= Los evangelios apócrifos, volumen I, Barcelona: Ariel 2008, 412 pp. ISBN 978-84-344-8782-6) (= I vangeli apocrifi, vol. I, San Paolo 2010, 412 pp. ISBN 88-2156-805-9)
- 2010: Jesus: An Uncommon Journey: Studies on the Historical Jesus (Wissenschaftliche Untersuchungen zum Neuen Testament, II/288), Tübingen: Mohr Siebeck, 310 pp. ISBN 31-6150-504-2
- 2010: La Sagrada Família segons Gaudí. Comprendre un símbol (Visions 40), Barcelona: Pòrtic, 275 pp ISBN 978-84-9809-158-8 (= La Sagrada Familia según Gaudí. Comprender un símbolo (Personalia de El Aleph 76), Barcelona: El Aleph Editores 2011, Presentación del Card. Antonio Cañizares, 267 pp. ISBN 84-7669-947-6) (La Sagrada Família secondo Gaudí. Comprendere un símbolo, Cinisello Balsamo MI: San Paolo 2011, Presentación del Card. Gianfranco Ravasi, 241 pp. ISBN 88-2157-113-0) (=Gaudí és a Sagrada Família. Egy Szimbólum Értelmezése, Typotex [Hungary] 2013).
- 2014: Estudis de Nou Testament (Col·lectània Sant Pacià 108), Barcelona: Facultat de Teología de Cataluña 2014, 632 pp.
- 2015: Teologia de la Paraula a la llum de la Dei Verbum (Col·lectània Sant Pacià 112), Barcelona: Ateneu Universitari Sant Pacià – Facultad de Teología de Cataluña 2015, 290 pp. (Teología de la Palabra a la luz de la «Dei Verbum», Barcelona: Centre de Pastoral Litúrgica 2015, 367 pp.). ISBN 978-84-943641-5-0 (= Teologia della Parola alla luce della Dei Verbum, Roma: Libreria Editrice Vaticana 2016, 285 pp. ISBN 978-8820998899)
- 2015: Els evangelis apòcrifs, edición de Armand Puig Tàrrech (A tot vent 649) vol. II: Textos gnòstics, Barcelona: Proa 2015, 686 pp. ISBN 978-84-8256-900-7) (=vol. II/1 San Paolo, 2012 ISBN 88-2157-569-1 y vol. II/2 San Paolo, 2017 ISBN 978-8821599798)
- 2018: Diez textos gnósticos. Traducción y comentarios, Estella: Verbo Divino 536 pp. ISBN 978-8490733202

### Libros en colaboración
- 2004, Bíblia del segle XIV: Èxode i Levític, transcripción dirigida por Jaume Riera i Sans, con aparato crítico, notas y glosario de Pere Casanellas i Bassols, y un estudio introductorio de Armand Puig i Tàrrech (Corpus Biblicum Catalanicum 3), Barcelona: ABCat – PAM. ISBN 84-8415-642-7
- 2005, La felicitat, en colaboración con Francesc Torralba (proyecto «Una ética para el siglo XXI») (La Mirada 71), Barcelona: Proa. ISBN 978-84-8437-845-7
- 2006, La saviesa del cos, en colaboración con Francesc Torralba (proyecto «Una ética para el siglo XXI») (La Mirada 75), Barcelona: Proa. ISBN 84-8437-901-9
- 2008, La força de la feblesa, en colaboración con Francesc Torralba, (proyecto «una ética para el siglo XXI» (La Mirada 78), Barcelona: Proa, 164 pp. ISBN 84-8437-461-0
- 2013, Arquitectura i símbol de la Sagrada Família, en colaboración con J. Bonet, Barcelona: Pòrtic. ISBN 978-84-9809-228-8

### Libros
- La Bíblia i el Mediterrani. Actas del Congreso de Barcelona (septiembre de 1995), 2 vols., coeditado con A. de la Fuente y A. Borrell (Scripta Biblica 1-2), Barcelona: ABCat – PAM 1997. ISBN 84-7826-857-X
- Text i història. Edición dirigida por A. Puig i Tàrrech (Scripta Biblica 3), Barcelona: ABCat – PAM 2001. ISBN 84-8415-292-8
- El perdó i la reconciliació en la tradició jueva. Edición dirigida por A. Puig i Tàrrech (Scripta Biblica 4), Barcelona: ABCat – PAM 2002. ISBN 84-8415-402-5
- El perdó i la reconciliació en la tradició cristiana. Edición dirigida por A. Puig i Tàrrech (Scripta Biblica 5), Barcelona: ABCat – PAM 2004. ISBN 84-8415-605-2
- La terra i la llavor. L'Església catalana a l'inici del mil·lenni, Barcelona: Proa 2004. A. Puig, director de la publicación. Diecinueve coautores. ISBN 8484376621
- La Bíblia i els immigrants. Edición dirigida por A. Puig i Tàrrech (Scripta Biblica 6), Barcelona: ABCat – PAM 2005. ISBN 84-8415-677-X
- Imatge de Déu. Edición dirigida por A. Puig i Tàrrech (Scripta Biblica 7), Barcelona: ABCat – PAM 2006. ISBN 84-8415-841-1
- El matrimoni i l'ús dels béns en la Bíblia. Edición dirigida por A. Puig i Tàrrech (Scripta Biblica 8), Barcelona: ABCat – PAM 2008, 288 pp. ISBN 978-84-7202-547-9
- La violència en la Bíblia. Edición dirigida por A. Puig i Tàrrech (Scripta Biblica 9), Barcelona: ABCat – PAM 2009, 295 pp. ISBN 978-84-9883-099-6
- La veritat i la mentida. Edición dirigida por A. Puig i Tàrrech (Scripta Biblica 10), Barcelona: ABCat – PAM 2010, 338 pp. ISBN 978-84-9883-227-3
- Pau, Fructuós i el cristianisme primitiu a Tarragona (siglos I-VIII). Actas del Congreso de Tarragona (19-21 de junio de 2008) coeditado con J. M. Gavaldà Ribot – A. Muñoz Melgar – A. Puig i Tàrrech (Biblioteca Tàrraco d'Arqueologia VI), Tarragona: Liber – INSAF 2010, 675 pp. ISBN 978-84-6141-690-5
- Bíblia i mística. Edición dirigida por A. Puig i Tàrrech (Scripta Biblica 11), Barcelona: ABCat – PAM 2011, 242 pp. ISBN 978-84-9883-366-9
- Pau, fundador del cristianisme? Edición dirigida por A. Puig i Tàrrech (Scripta Biblica 12), Barcelona: ABCat – PAM 2012, 199 pp. ISBN 978-84-9883-477-2
- God and World. Theology of Creation from Scientific and Ecumenical Standpoints (The STOQ Project Research Series 11), coeditado con  T. Trafny .Rome: Pontifical Council for Culture – Libreria Editrice Vaticana 2012. ISBN 88-2098-726-0
- L'Esperit Sant en la Bíblia, Edición dirigida por A. Puig i Tàrrech (Scripta Biblica 13), Barcelona: ABCat - PAM 2013, 431 pp. ISBN 978-84-9883-605-9
- Relectures de l’Escriptura a la llum del Concili Vaticà II. 1: «La vinya». Edición dirigida por Armand Puig i Tàrrech (Scripta Biblica 14), Barcelona: ABCat – PAM 2014, 242 pp. ISBN 978-84-9883-734-6
- Relectures de l’Escriptura a la llum del Concili Vaticà II. 2: «La serp d’aram». Edición dirigida por Armand Puig i Tàrrech (Scripta Biblica 15), Barcelona: ABCat – PAM 2015, 229 pp. ISBN 978-84-9883-733-9
- The Last Years of Paul. Essays from the Conference, June 2013 (WUNT 352), coeditado con  J. M. G. Barclay – J. Frey. Tübingen: Mohr Siebeck 2015, 608 pp. ISBN 978-31-6153-346-4
- El culte de Tecla, santa d’Orient i Occident (Studia Historica Tarraconensia 2), coeditado con  A. Pérez de Mendiguren i Crosy Josep M. Gavaldà i Ribot.  Barcelona: Facultat Antoni Gaudí – Facultad de Teología de Cataluña 2015 ISBN 978-84-9436-418-1.
- Església i comunitats jueves i cristianes en el món bíblic i postbíblic. Edición de A. Puig Tàrrech (Scripta Biblica 16), Barcelona: ABCat – PAM 2017, 392 pp. ISBN 978-84-9883-894-7
- Thecla: Paul’s Disciple and Saint in the East and the West, coeditado con Jeremy W. Barrier, Jan N. Bremmer y Tobias Nicklas Leuven: Peeters 2017, 391 pp.ISBN 978-90-429-3297-5

### Artículos y colaboraciones
- «La parabole des talents (Mt 25, 14-30) ou des mines (Lc 19, 11- 28)», en A cause de l'Évangile. Études sur les Évangeles Synoptiques et les Actes. Mélanges J. Dupont (Lectio Divina 123), Paris 1985, pp. 165-193.
- «Els drets humans i la Bíblia», en Revista Catalana de Teologia XXII/2 (1997) 263-287.
- «Les voyages à Jérusalem (Lc 9,51; Ac 19,21)», en J. Verheyden (ed.), The Unity of Luke-Acts (Bibliotheca Ephemeridum Theologicarum Lovaniensium CXLII), Leuven, Peeters, 1999, pp. 493-505 ISBN 90-6186-955-2
- «La Bíblia i la pena de mort», en Butlletí ABCat 72 (junio de 2001) 29-50 (= «La Biblia y la pena de muerte», en Mario Marazitti (ed.), No matarás. Por qué es necesario abolir la pena de muerte (Atalaya 75), Barcelona: Península 2001, pp. 109-138) (= «La Bibbia e la pena di morte», en AA.VV., Per un secolo XXI senza pena di morte (I libri di Sant'Egidio), Milano: Leonardo International 2009, pp. 11-37).
- «Une parabole à l'image antithétique. Q 6,46-49», en A. Lindemann (ed.), The Sayings Source Q and the Historical Jesus (Bibliotheca Ephemeridum Theologicarum Lovaniensium CLVIII), Leuven, Peeters, 2001, pp. 681-693. ISBN 90-5867-152-6
- «La Bíblia llatina en els països de llengua catalana fins al segle XIII», en Revista Catalana de Teologia 28 (2003) 103-134.
- «L'identità dei destinatari nella Prima Lettera di Pietro», en L. Padovese (ed.), Atti del X Simposio Paolino: Paolo tra Tarso e Antiochia. Archeologia / Storia / Religione (Turchia: la Chiesa e la sua storia XXI), Roma: Istituto Francescano di Spiritualità – Pontifica Università Antonianum 2007, pp. 37-59.
- «The Mission According to the New Testament», en A. A. Alexeev – Ch. Karakolis – U. Luz – K.-W. Niebuhr (eds.), Einheit der Kirche im Neuen Testament (WUNT 218), Tübingen: Mohr Siebeck, 2008, pp. 231-247. ISBN 978-31-6149-560-1
- «Pourquoi Jésus a-t-il reçu le baptême de Jean», in New Testament Studies 54 (2008) 355-374.
- «Israël et l'église dans l'évangile de Matthieu», en P. Lampe – M. Mayordomo – M. Sato (eds.), Neutestamentliche Exegese im Dialog. Hermeneutik – Wirkungsgeschichte - Matthäusevangelium, FS Ulrich Luz, Neukirchen-Vluyn: Neukirchener, 2008, pp. 167-181. ISBN 978-37-8872-283-8
- «L'approccio di J. Dupont alle parabole: problemi di metodo e prospettive spirituali», en L. Saraceno, Un maestro senza scuola? La lezione di Jacques Dupont, Bologna: EDB 2009, pp. 93-125. ISBN 978-8810-22145-7
- «Gesù Cristo», en R. Penna – G. Perego – G. Ravasi, Temi teologici della Bibbia (Dizionari San Paolo), Cinisello Balsamo MI: San Paolo 2010, pp. 541-554. ISBN 978-88-2156-480-2
- «Els sentits del text bíblic», en J. Planellas – C. Godoy (eds.), A la recerca del sentit de la Paraula. Miscel·lània d'homenatge al Prof. Dr. Josep Rius-Camps, en RCatT 35 (2010) 313-340.
- «El programa bíblic i teològic del retaule de Santa Maria de Guimerà», en AA.VV., Guimerà i el retaule de Ramon de Mur, Barcelona: Associació Guimerà.info 2011, pp. 88-147.
- «Why was Jesus not born in Nazareth», dins Tom Holmén – Stanley E. Porter (eds.), Handbook for the Study of the Historical Jesus (Vol. 4), Leiden: Brill, 2011, pp. 3409-3436.ISBN 978-90-04-17094-0
- «The Glory on the Mountain: The Episode of the Transfiguration of Jesus», New Testament Studies 58 (2012) 151-172.
- «Interpreting the Parables of Jesus. A Test Case: The Parable of the lost Sheep», en CH. Karakolis – K.-W. Niebuhr – S. Rogalsky (eds.), Gospel Images of Jesus Christ in Church Tradition and in Biblical Scholarship (WUNT 288), Tübingen: Mohr Siebeck 2012, pp. 254-289. ISBN 978-31-6151-908-6
- «The Parable of the Tenants in the Vineyard: The Narrative Outline and its Socio-Historical Plausibility», Biblische Notizen 158 (2013) 85-112; «Metaphorics, First Context and Jesus Tradition in the Parable of the Tenants in the Vineyard», Biblische Notizen 159 (2013) 75-120.
- «The Use of the Story and the Words of Jesus in the Letters of Paul», en Jan Krans - Bert Jan Letaert Peerbolte - Peter-Ben Smit - Arie Zwiep (eds.), Paul, John, and Apocalyptic Eschatology. Studies in Honour of Martinus C. de Boer (NovTSup 149), Leiden-Boston: Brill 2013, pp. 1-14. ISBN 978-90-0425-026-0
- «El cos de Jesucrist ressuscitat com a cos còsmic i místic», en Emili Marlés (ed.), Trinitat, univers, persona. Ciència i Teologia en diàleg (ColStPac 103), Barcelona: Facultat de Teologia de Catalunya 2013, pp. 227-250. ISBN 978-84-9399-727-4. (= «El cuerpo de Jesucristo resucitado como cuerpo cósmico y místico», en Emili Marlés (ed.), Trinidad, universo, persona. Teología en cosmovisión evolutiva [Teología y Ciencias 9], Estella: Verbo Divino 2014, pp. 267-294) (= «Le corps du Christ ressuscité en tant que corps cosmique et mystique», en Daniel Vigne (ed.), Résurrection du Christ, transfiguration de l’homme [Historire et Théologie]; Paris: Parole et Silence 2017, 13-43).
- «El sagrament de l'Eucaristia. De l'últim sopar a la litúrgia cristiana antiga.» (conferencia de ingreso en la Real Academia de Doctores, Barcelona 26 de noviembre de 2013)
- «Paul's Missionary Activity during His Roman Trial: The Case of Paul's Journey to Hispania», en: A. Puig i Tàrrech - J. M. G. Barclay - J. Frey (eds.), The Last Years of Paul. Essays from the Tarragona Conference, June 2013 (WUNT 352), Tübingen: Mohr Siebeck 2015, pp. 460-506.
- «Introducció», en Rudolf Bultmann, El cristianisme dels orígens en el marc de les religions antigues (Clàssics cristians del segle XX, 18), Barcelona: Pòrtic 2015, traducción de Josep Castanyé, pp. 11-70).
- Armand Puig i Tàrrech – Francesc Torralba, «La Paraula es fa carn. Cristianisme», en X. Morlans i Molina (ed.), A la recerca de la llum. Revelació i religions (Col·lectània Sant Pacià 111), Barcelona: Ateneu Universitari Sant Pacià – Facultad de Teología de Cataluña 2015, pp. 113-136 ISBN 978-84-943641-9-8 (= «La Palabra se hace carne. Cristianismo», en X. Morlans i Molina (ed.), Revelación y religiones (Biblioteca Herder), Barcelona: Herder 2016, pp. 151-183 ISBN 9788425438387)
- «One Supper, Many Suppers: The Eucharist in the Earliest Christian Communities», en Alan J. Avery-Peck – Craig A. Evans – Jacob Neusner (eds.), Earliest Christianity within the Boundaries of Judaism. Essays in Honor of Bruce Chilton (The Brill Reference Library of Judaism 49), Leiden – Boston: Brill 2016, pp. 431-460. ISBN 978-90-04-31032-2

«Holy Spirit and Evil Spirits in the Ministry of Jesus», en Predrag Dragutinovic – Karl-Wilhelm Niebuhr – James Buchanan Wallace (eds.), The Holy Spirit and the Church according to the New Testament. Sixth International East-West Symposium of New Testament Scholars, Belgrade, August 25 to 31, 2013 (WUNT 354), Tübingen: Mohr Siebeck 2016, pp. 365-393. ISBN 978-3-16-153507-9
- «A Reflection on the Conference from a Catholic Perspective», en Predrag Dragutinovic – Karl-Wilhelm Niebuhr – James Buchanan Wallace (eds.), The Holy Spirit and the Church according to the New Testament. Sixth International East-West Symposium of New Testament Scholars, Belgrade, August 25 to 31,2013 (WUNT 354), Tübingen: Mohr Siebeck 2016, pp. 453-455. ISBN 978-3-16-153507-9
- «The Sayings of Jesus at the Beginning of the Canon», Early Christianity 7/1 (2016) 47-70.
- «Theological Parallels in the Infancy Narratives (Mt 1-2; Lc 1-2)», en Predrag Dragutinovic – Tobias Nicklas – Kelsie G. Rodenbiker – Vladan Tatalovic (eds.), Christ of the Sacred Stories (WUNT II/453), Tübingen: Mohr Siebeck 2017, pp. 101-118. ISBN 978-3161545108
- «La literatura gnóstica y el Nuevo Testamento», en Agustín del Agua Pérez (ed.), Revelación, Tradición y Escritura a los cincuenta años de la «Dei Verbum  (B.A.C. maior 126), Madrid: B.A.C. 2017, 632-662. ISBN 978-84-220-2002-8
- «Interpreting the Scripture from a Catholic Point of View». FS Ulrich Luz, Sacra Scripta 15 (2017) 30-50.
- «La Chiesa e i poveri», en Andrea Riccardi (ed.), Il cristianesimo al tempo di Papa Francesco (Anticorpi 59), Bari-Roma: Laterza 2018, 275-305. ISBN 9788858131053
- «L’últim sopar i l’acte redemptor», en Salvació i salvacions en els escrits bíblics i postbíblics. Edición de Marcos Aceituno Donoso y Joan Ramon Marín Torner (Scripta Biblica 17), Barcelona: ABCat – PAM 2018, pp. 185-209. ISBN 978-84-9191-028-2
- «Sens, limites et perspectives de la recherche sur le Jésus historique à la lumière de l’évangile de Marc», en Geert van Oyen (ed.), Reading the Gospel of Mark in the Twenty-First Century. Method and Meaning (BETL 301), Leuven – Paris – Bristol, CT: Peeters 2019, pp. 315-342. ISBN 978-90-429-3897-7